# Kate Bush
Catherine Bush, més coneguda com a Kate Bush   (Bexleyheath, 30 de juliol de 1958), és una cantant i compositora britànica. És coneguda per l'originalitat de la seva producció artística, així com la particularitat de la seva veu.
Bush ha rebut 14 nominacions als Brit Awards, guanyant el de Millor artista britànica femenina el 1987, i ha estat nominada a tres Premis Grammy. L'any 2002, Bush va ser reconeguda amb un Premi Ivor Novello per la seva contribució excepcional a la música britànica. Va ser nomenada comandant de l'Orde de l'Imperi Britànic (CBE) en els Honors d'Any Nou 2013 pels serveis a la música. Bush va ser inclosa al Rock and Roll Hall of Fame el 2023.

## Biografia
Catherine Bush va néixer el 1958 a Welling, al sud-oest de Londres al si d'una família de classe mitjana. Es va criar en un ambient artístic fort, ja que el seu pare, Robert Bush, que treballava com a metge, era un pianista de qualitat i la seva mare, Hannah Daly, d'origen irlandès, havia treballat com a balladora de música folk irlandesa i els seus germans també són músics.
Kate Bush va debutar el 1978 amb el single Wuthering Heights, que va ser número u a les llistes musicals britàniques durant quatre setmanes, convertint-se en la primera artista femenina a aconseguir el número u del Regne Unit amb una cançó escrita per ella.
Durant el 1978 va presentar els àlbums The Kick Inside i Lionheart. Després una gran gira de concerts el 1979 va tornar l'any vinent amb Never for Ever, un àlbum on va començar a co-produir les cançons. Després de l'àlbum experimental The Dreaming, el 1982 ha produït tot els seus discs.
El 1985 va presentar Hounds of Love, un gran èxit amb la cançó "Running up that Hill". Després The Sensual World (1989, amb la col·laboració del Trio Bulgarka, un cor femení búlgar) i The Red Shoes (1993) va deixar el món musical, per viure com mare.
El 2005 va tornar amb l'àlbum Aerial, amb Director's Cut sis anys més tard. El 2014 va executar els seus primers concerts després de 1979, amb gran atenció del públic i les mitjans. Les 22 actuacions a l'Hammersmith Apollo a Londra va acollir prop de 38.000 espectadors, i els bitllets va exhauir dins de 15 minuts. A la fi de l'agost huit dels seus àlbums va tornar a la llista britànica de Top 40, que va establir un nou rècord nacional.
L'1 de gener de 2023, Bush va ser inclosa al número 60 de la llista dels 200 millors cantants de tots els temps de Rolling Stone. El 22 de febrer de 2023, Bush va anunciar que el seu segell, Fish People, s'havia traslladat al nou soci de distribució, The state51 Conspiracy. La nova companyia es va fer càrrec de la distribució dels seus llançaments posteriors a 1980 (a partir de The Dreaming) a tot el món, i tot el catàleg només als EUA. Aquest moviment també ha generat reedicions renovades de l'"indie" dels seus àlbums. Bush va ser nominada per al Rock and Roll Hall of Fame el 2018, el 2021 i el 2022, i va ser inclosa el 2023.

## Discografia

### Àlbums
- 1978: The Kick Inside
- 1978: Lionheart
- 1980: Never for Ever
- 1982: The Dreaming
- 1985: Hounds of Love
- 1989: The Sensual World
- 1993: The Red Shoes
- 2005: Aerial
- 2011: Director's Cut

### EPs
- 1979: On Stage
- 1983: Kate Bush

### Compilacions
- 1986: The Whole Story

### Àlbums en directe
- 1994: Live at Hammersmith Odeon

### Singles
- 1978: Wuthering Heights
- 1978: The Man with the Child in His Eyes
- 1978: Hammer Horror
- 1979: Wow
- 1980: Breathing
- 1980: Babooshka
- 1980: Army Dreamers
- 1980: December Will Be Magic Again
- 1981: Sat in Your Lap
- 1982: The Dreaming
- 1982: There Goes a Tenner
- 1982: Suspended in Gaffa
- 1985: Running Up That Hill
- 1985: Cloudbusting
- 1986: Hounds of Love
- 1986: The Big Sky
- 1986: Don't Give Up (duet amb Peter Gabriel)
- 1986: Experiment IV
- 1989: The Sensual World
- 1989: This Woman's Work
- 1990: Love and Anger
- 1991: Rocket Man
- 1993: Rubberband Girl
- 1993: Eat the Music
- 1993: Moments of Pleasure
- 1994: The Red Shoes
- 1994: The Man I Love (duet amb Larry Adler)
- 1994: And So Is Love
- 2005: King of the Mountain
- 2011: Deeper Understanding